# 신예지 (1988년)
신예지(1988년 2월 25일 ~ )는 대한민국의 피겨 스케이팅 선수이다. 2007년 한국 피겨 선수권 대회에서 2위를 했다. 2009년 페스타 온 아이스에서 자신이 직접 만든 프로그램으로 갈라를 선보이기도 한다. 2009년 전국 회장배 피겨 스케이팅 랭킹전에서 고별 무대를 가지며 피겨스케이팅 선수로서 은퇴했다.

## 학력
- 서울여자대학교 체육학과 학사

## ISU 개인 최고 기록
- 쇼트 : 44.45 (2007년 세계 주니어 선수권)
- 프리 : 81.89 (2007년 세계 주니어 선수권)
- 총점 : 126.45 (2007년 세계 주니어 선수권)

## 주요 대회 기록
| 대회                        | 2002-03 | 2003-04 | 2004-05  | 2005-06 | 2006-07 | 2007-08 | 2008-09 |
| --------------------------- | ------- | ------- | -------- | ------- | ------- | ------- | ------- |
| 4대륙 선수권                |         |         | 17       | 17      | 11      |         |         |
| 주니어 세계 선수권 대회     |         | 30      |          | 14      | 8       |         |         |
| 한국 선수권                 |         | 1 J.    | 1 J.     | 3       | 2       | 5       | 6       |
| 동계 아시안 게임            |         |         |          |         | 8       |         |         |
| 동계 유니버시아드           |         |         |          |         | 4       |         |         |
| 주니어 그랑프리, 체코       |         |         |          |         | 7       |         |         |
| 주니어 그랑프리, 멕시코     |         |         |          |         | 3위     |         |         |
| 주니어 그랑프리, 크로아티아 |         |         |          | 11      |         |         |         |
| 주니어 그랑프리, 슬로바니아 |         |         |          | 20      |         |         |         |
| 트리글라브 트로피           | 7 J.    |         |          |         |         |         |         |
| 동계 체육대회               |         |         | 1 J.(고) | 2 (고)  | 1 (대)  | 1 (대)  | 2 (대)  |

- J. = 주니어